# Дубровка (Зирянський район)
Дубро́вка (рос. Дубровка) — село у складі Зирянського району Томської області, Росія. Адміністративний центр Дубровського сільського поселення.

## Населення
Населення — 350 осіб (2010; 546 у 2002).
Національний склад (станом на 2002 рік):
- росіяни — 91 %